# Attaque du pont de Crimée (2023)
Pour les articles homonymes, voir Attaque du pont de Crimée.
L'attaque du pont de Crimée le 17 juillet 2023 cause d'importants dégâts matériels, et perturbe l'éclairage et la circulation. L'explosion tue un couple marié et blesse leur fille.
C'est la deuxième explosion frappant ce pont depuis le début de l'invasion de l'Ukraine par la Russie. La première explosion s'est produite le 8 octobre 2022.

## Contexte
Le pont de Crimée est construit sous l'occupation russe, de 2016 à 2019, sur le détroit de Kertch, qui relie la mer Noire à la mer d'Azov. Reliant la péninsule de Crimée, en Ukraine, et le kraï de Krasnodar, en Russie, il vise à connecter la Crimée annexée par la Russie au territoire de la fédération de Russie, et matérialise les prétentions du Kremlin sur la région.
Le pont de Crimée est l'un des éléments de l'infrastructure de transport pour l'armée russe, qui est utilisé pour envahir le sud de l'Ukraine. La partie automobile du pont est utilisée pour le transport militaire depuis 2018, jusqu'à l’ouverture de la partie ferroviaire du pont. Les autorités ukrainiennes considèrent le pont comme une cible légitime pour les frappes.
Le 8 octobre 2022, une première explosion se produit sur le pont. Lors de cette attaque, 4 personnes sont tuées, deux travées automobiles du pont détruites, et un train avec du carburant prend feu sur sa partie ferroviaire. Après cet incident, la circulation sur le pont de Crimée est restreinte. Le 23 mars 2023, le Premier ministre russe Mikhaïl Michoustine annonce la restauration complète de la partie automobile du pont, et le 5 mai 2023, les autorités russes annoncent le rétablissement complet du trafic sur la voie ferrée du pont de Crimée.
La veille de la seconde attaque du pont de Crimée, le 16 juillet 2023, le ministère de la Défense de la fédération de Russie annonce la destruction de deux véhicules sous-marins et de sept drones dans la mer Noire près de Sébastopol.

## Déroulement
The Kyiv Independent rapporte que des médias russes font état de deux attaques nocturnes sur le pont de Crimée, la première à 3 h 4 et la seconde à 3 h 20, dans la nuit du 17 juillet 2023, que la circulation est interrompue et que deux personnes ont été tuées et une blessée. Un peu plus tard, Sergueï Aksionov, le gouverneur russe de la péninsule de Crimée, indique : « La circulation a été interrompue sur le pont de Crimée. Une urgence s'est produite dans la zone du 145e pilier depuis le territoire de Krasnodar. Les forces de l'ordre et tous les services compétents sont à pied d'œuvre »,,,. 
Selon les autorités russes, deux travées du pont ont été endommagées, tandis que la voie ferrée n'a pas été touchée. Dans un rapport au Président Vladimir Poutine, le vice-Premier ministre Marat Khousnoulline déclare qu’une travée du pont en direction de Taman a été complètement détruite et qu'une autre a été endommagée. Une voie de la partie ferroviaire du pont a subi des dommages mineurs, les piliers du pont ne sont pas endommagés.
Des sources prorusses, des médias ukrainiens et la BBC affirment que l'attaque aurait été opérée par la Marine et le Service de sécurité d'Ukraine (SBU) avec des drones de surface navals, Sea Baby. La source du SBU déclare : « Le pont a été attaqué à l'aide de drones de surface navals. Il était difficile d'atteindre le pont, mais à la fin, cela a été réussi ». Officiellement, l'Ukraine n'a pas revendiqué la responsabilité de l'explosion.
À la suite de l'explosion, un couple marié de la région de Belgorod, qui voyageait en voiture, en vacances en Crimée, est tué, et leur fille de 14 ans est blessée et hospitalisée. Selon des proches voyageant dans la deuxième voiture, ils ont traversé le pont de Crimée la nuit pour éviter les embouteillages. La famille a entendu une première explosion, et une seconde ensuite.[réf. nécessaire]

## Conséquences
Le trafic à travers le détroit de Kertch est assuré par le rail et les ferries. Afin de désengorger le pont de Crimée, le ministère des Transports russe propose d'utiliser les routes traversant les territoires occupés de la ligne de front de l'Ukraine continentale pour la circulation terrestre, le long de la route Rostov-sur-le-Don – Taganrog – Marioupol – Berdiansk – Melitopol – pont Chongar (ru) – Djankoï – Simferopol. Cette route passe à moins de 100 km de la ligne de front, certaines de ses sections pourraient donc se trouver à la portée des HIMARS et de certains types d'obus d'artillerie,,.
Le correspondant de guerre de la BBC, Pavel Aksyonov, estime que l'approvisionnement militaire de la péninsule à la suite de l'explosion n'a pas été interrompu, car le volume principal du flux est assuré par le pont ferroviaire. Selon Aksyonov, l'explosion a eu un effet moral et psychologique et conduira à une augmentation de la défense du pont, ce qui constituera un fardeau supplémentaire pour l'ensemble du système de sécurité de la péninsule.
Le vice-Premier ministre russe, Marat Khousnoulline indique le 18 juillet 2023 que « la circulation des véhicules (…) a été rétablie en sens inverse sur une voie du pont ». Selon Marat Khousnoulline, la circulation dans les deux sens d’un côté du pont sera lancée le 15 septembre 2023, de l'autre côté en novembre 2023.

## Réactions
Le Comité national antiterroriste russe (ru) qualifie l'explosion du pont « d'attaque terroriste », et le Comité d’enquête de la fédération de Russie ouvre une procédure pénale en vertu de l'article 205 du Code pénal de la fédération de Russie, pour « attaque terroriste »,.